# Lobos Huerta Fútbol Club
El Lobos Huerta Fútbol Club es un equipo de fútbol de Chalco de Díaz Covarrubias, Estado de México. Participa en la Liga de Balompié Mexicano. Juega sus partidos de local en el Estadio Arreola.

## Historia
El equipo fue fundado en mayo de 2021 con el objetivo de inscribirlo en la Segunda División de México, situación que se hizo efectiva el 30 de julio del mismo año cuando fue aceptado como nuevo miembro de la Liga, siendo inscrito en la Serie B de la misma.
El 18 de septiembre de 2021 se presentó el debut oficial del equipo en el fútbol mexicano, en su primer partido los Lobos derrotaron al Club Calor con marcador de 2-1, al minuto 14 del encuentro el mediocampista Patricio Navarro anotó el primer gol en la historia de la institución.
Luedo de participar durante un año en la Segunda División de la Femexfut el equipo fue dado de baja de esta liga por adeudos, sin embargo, posteriormente el club solicitó su afiliación a la Liga de Balompié Mexicano, siendo aceptado el 10 de agosto bajo el nombre Lobos USSL.

## Estadio
Lobos Huerta juega sus partidos como local en el Estadio Arreola, un estadio localizado en Chalco, Estado de México, tiene una capacidad para albergar a 3,000 espectadores.

## Temporadas
| Temporada     | División          | Posición |
| ------------- | ----------------- | -------- |
| Apertura 2021 | 4.Segunda Serie B | 5o.      |
| Clausura 2022 | 4.Segunda Serie B | 5o.      |